# Arturo Félix Wong
Arturo David Félix Wong (Guayaquil, 23 de octubre de 1987) es un empresario y funcionario ecuatoriano. Fue ministro de Gobierno del Ecuador, entre agosto y noviembre de 2024; en el gobierno de Daniel Noboa.

## Biografía
Nació el 23 de octubre de 1987, en la ciudad ecuatoriana de Guayaquil. Hijo de Lenín Arturo Félix Vélez y de Verónica Josefa Wong Chong Sing.
Realizó su formación secundaria en el Centro Educativo Balandra Cruz del Sur de Guayaquil, donde obtuvo el título de Bachiller en 2006. Tras realizar estudios de Derecho, se graduó de abogado.

### Trayectoria empresarial
Funge como accionista y fue gerente general en tres empresas: Gumaxa S.A. (2010-2020); Indufelta (2014-2020), dedicada a fabricar pasteles de chocolate, y presidente en Kandybao (2017-2022). 
También fue accionista en Arveroca C.A., dedicada al negocio inmobiliario, y presidente en Imarvero S.A. (2018-2023), arrendadora de bienes inmuebles.

## Trayectoria pública
Considera a Daniel Noboa, como un amigo de la infancia, acompañándolo en la campaña presidencial como candidato de Acción Democrática Nacional. Tras la victoria electoral de Noboa, Félix fue miembro del equipo de transición y estuvo estuvo presente en la primera reunión entre el presidente electo Noboa y el presidente saliente Guillermo Lasso en el Palacio de Carondelet para discutir el traspaso de mando presidencial.
También fue parte de la comitiva de Noboa, durante sus viajes a Europa y Estados Unidos, y su encuentro con Luis Almagro de la OEA, y los directivos de JP Morgan Chase.

### Funcionario
El 9 de noviembre de 2023, fue nombrado por el presidente electo Daniel Noboa, como secretario general de la Administración Pública y Gabinete de la Presidencia. El 23 de noviembre siguiente, con el inicio de gobierno, fue posesionado en el cargo.
El 2 de enero de 2024, el presidente Noboa lo nombró secretario nacional de Seguridad Pública y del Estado, en calidad de encargado. Mantuvo este cargo hasta la supresión de la institución el 30 de enero siguiente. El 7 de agosto siguiente, fue nombrado delegado permanente del presidente de la República en el directorio de la agencia Arconel.

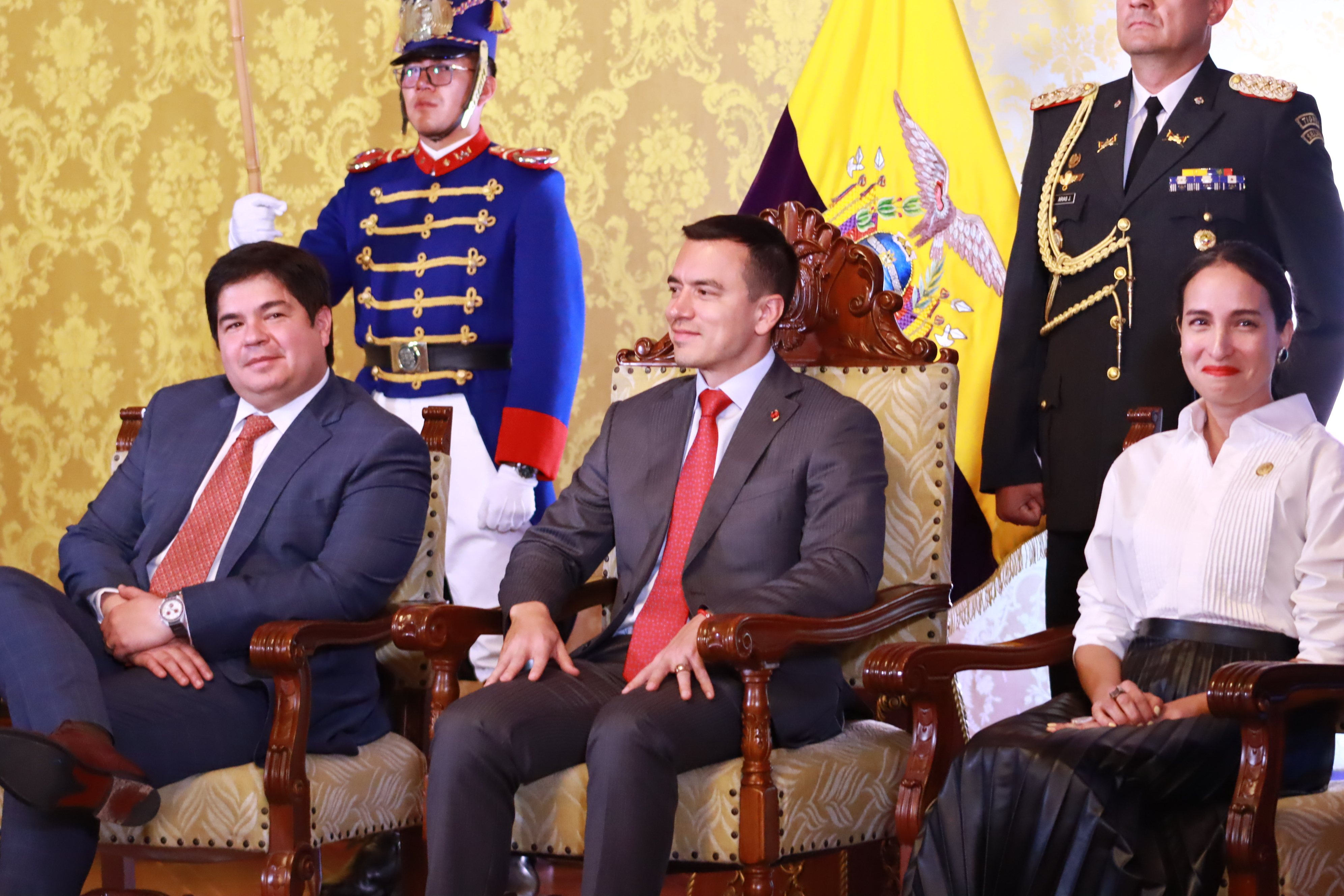
Félix Wong junto al presidente Daniel Noboa, en agosto de 2024.

### Ministro de Gobierno
El 16 de agosto de 2024, fue nombrado por el presidente Noboa, como ministro de Gobierno del Ecuador.
Ese mismo día, Noboa reformó el artículo 1 del decreto 75/2021 del gobierno de Guillermo Lasso, incluyendo al: ministro de Gobierno, su cónyuge y sus familiares; para que la Casa Militar Presidencial les proporcione seguridad y protección, junto al presidente, el vicepresidente (si se encuentra en el país), y al secretario de la Administración, junto con sus cónyuges y sus familiares.
El 11 de noviembre del mismo año, el presidente Noboa nombró a José de la Gasca como ministro de Gobierno, y nombró a Félix Wong como consejero de la Embajada de Ecuador en Colombia.
El 6 de enero de 2025, el presidente Noboa lo nombró embajador de Ecuador en Colombia, luego de que el gobierno de Gustavo Petro le otorgara el beneplácito el 26 de diciembre de 2024.